# Упориште (роман)
Упориште (енгл. The Stand) је апокалипрични хорор роман америчког књижевника Стивена Кинга објављен 1978. године. 
Роман је прерађен заплет Кингове раније новеле Ноћно сурфовање (енгл. Night Surf) која је објављена у збирци новела Ноћна смена (енгл. Night Shift). У роману се по први пут појављује Кингов супер-негативац, Рандал Флаг. Флаг се такође појављује у Кинговом фантастичном роману Змајеве очи те у серијалу епске фантастике Мрачна кула.